# Ramzi Majdoub
Ramzi Majdoub, né le 9 mai 1993 à El Mourouj, est un handballeur international tunisien qui évolue comme ailier droit à l'Espérance sportive de Tunis.

## Carrière
- 2013-2019 : Club africain (Tunisie)
- depuis 2019 : Espérance sportive de Tunis (Tunisie)

Le 17 juillet 2019, il quitte le Club africain et rejoint l'Espérance sportive de Tunis pour trois saisons.

## Palmarès

### Clubs
- Vainqueur du championnat de Tunisie : 2015
- Vainqueur de la coupe de Tunisie : 2015
- Médaille de bronze à la Ligue des champions d'Afrique : 2013 (Maroc)
- Médaille d'or à la Supercoupe d'Afrique : 2015 (Gabon)
- Ligue des champions d'Afrique : 2014

### Équipe nationale
- 25e au championnat du monde 2021 ( Égypte)